# Pseudafreutreta
Pseudafreutreta este un gen de muște din familia Tephritidae.

Cladograma conform Catalogue of Life:
| Pseudafreutreta | \| \| Pseudafreutreta bicolor \| \| \| \| \| \| Pseudafreutreta biseriata \| \| \| \| \| \| Pseudafreutreta fatua \| \| \| \| |
|                 | \| \| Pseudafreutreta bicolor \| \| \| \| \| \| Pseudafreutreta biseriata \| \| \| \| \| \| Pseudafreutreta fatua \| \| \| \| |
|                 | Pseudafreutreta bicolor |
|                 | |
|                 | Pseudafreutreta biseriata |
|                 | |
|                 | Pseudafreutreta fatua |
|                 | |